# Renato Salas
Franklin Renato Salas Baldeón es un entrenador ecuatoriano de fútbol. Actualmente es director deportivo del Mushuc Runa de la Serie A de Ecuador.

## Trayectoria
Salas comenzó su carrera trabajando en las categorías juveniles de la Universidad Católica del Ecuador, siendo en algunas ocasiones entrenador interino del primer equipo antes de ser nombrado entrenador principal el 9 de diciembre de 2008. Logró el ascenso a la Serie A de Ecuador en su primera temporada al mando, pero fue despedido el 1 de marzo de 2010.
Fue nombrado entrenador de Técnico Universitario el 5 de abril de 2010, cuando el club estaba en la Serie B de Ecuador. El 15 de septiembre, tomó el mando de Aucas en la misma categoría, pero dejó el cargo al final de la temporada.
En la temporada 2011, Salas comenzó en Deportivo Azogues, también en la segunda división, pero fue despedido en junio. Luego estuvo a cargo de Mushuc Runa al año siguiente y más tarde se unió a los equipos de reserva del Deportivo Quito.
Salas fue entrenador interino del Deportivo Quito en dos ocasiones durante la temporada 2015, después de las salidas de Paúl Vélez y Carlos Sevilla. El 14 de febrero de 2017 fue nombrado permanentemente como entrenador del equipo que ahora estaba en la Segunda Categoría.
Salas dejó Deportivo Quito el 2 de abril de 2019 y asumió el cargo de entrenador de Clan Juvenil en la segunda categoría trece días después. Regresó a Mushuc Runa al año siguiente como director deportivo.
El 29 de mayo de 2023 fue nombrado entrenador interino de Mushuc Runa, después de que Geovanny Cumbicus fuera despedido. El 21 de junio, fue nombrado como entrenador del club para la segunda etapa de la temporada 2023.

## Clubes
| Año       | Club                                           | Club                                           | Club                                           |
|           | Universidad Católica del Ecuador (juventud)    |                                                |                                                |
| 2007      | Universidad Católica del Ecuador (provisional) | Universidad Católica del Ecuador (provisional) | Universidad Católica del Ecuador (provisional) |
| 2008      | Universidad Católica del Ecuador (provisional) | Universidad Católica del Ecuador (provisional) | Universidad Católica del Ecuador (provisional) |
| 2009-2010 | Universidad católica del Ecuador               | Universidad católica del Ecuador               | Universidad católica del Ecuador               |
| 2010      | Técnico Universitario                          | Técnico Universitario                          | Técnico Universitario                          |
| 2010      | aucas                                          | aucas                                          | aucas                                          |
| 2011      | Deportivo Azogues                              | Deportivo Azogues                              | Deportivo Azogues                              |
| 2012      | Mushuc Runa                                    | Mushuc Runa                                    | Mushuc Runa                                    |
| 2015-2017 | Deportivo Quito (reservas)                     | Deportivo Quito (reservas)                     | Deportivo Quito (reservas)                     |
| 2015      | Deportivo Quito (interino)                     | Deportivo Quito (interino)                     | Deportivo Quito (interino)                     |
| 2015      | Deportivo Quito (interino)                     | Deportivo Quito (interino)                     | Deportivo Quito (interino)                     |
| 2017-2019 | Deportivo Quito                                | Deportivo Quito                                | Deportivo Quito                                |
| 2019      | clan juvenil                                   | clan juvenil                                   | clan juvenil                                   |
| 2023      | Mushuc Runa (interino)                         | Mushuc Runa (interino)                         | Mushuc Runa (interino)                         |
| 2023–2024 | Mushuc Runa                                    | Mushuc Runa                                    | Mushuc Runa                                    |